# Архиепархия Купанга
Архиепархия Купанга (лат. Archidioecesis Kupangensis) — архиепархия Римско-Католической церкви с центром в городе Купанг, Индонезия. В митрополию Купанга входят епархии Атамбуа, Веетебулы. Кафедральным собором архиепархии Купанга является церковь Христа Царя в городе Купанг.

## История
13 апреля 1967 года Римский папа Павел VI издал буллу Sanctorum mater, которой учредил епархию Купанга, выделив её из епархии Атамбуа. В этот же день епархия Купанга вошла в митрополию Энде.
22 октября 1989 года Римский папа Иоанн Павел II издал буллу Quo aptius, которой возвёл епархию Купанга в ранг архиепархии.

## Ординарии архиепархии
- архиепископ Григорий Мантэйро SVD[1](13.04.1967 — 10.10.1997);
- архиепископ Петер Туранг (10.10.1997 — 9.03.2024).
- архиепископ Иероним Пакаэноми (с 9.03.2024 — по настоящее время).

## Источник
- Annuario Pontificio, Libreria Editrice Vaticana, Città del Vaticano, 2003, ISBN 88-209-7422-3
- Булла Sanctorum mater Архивная копия от 3 февраля 2014 на Wayback Machine  (лат.)
- Булла Quo aptius Архивная копия от 16 мая 2014 на Wayback Machine  (лат.)